# Тарнувек (Мазовецьке воєводство)
Тарнувек (пол. Tarnówek) — село в Польщі, у гміні Сенно Ліпського повіту Мазовецького воєводства.
Населення — 231 особа (2011).
У 1975-1998 роках село належало до Радомського воєводства.

## Демографія
Демографічна структура станом на 31 березня 2011 року:
|          | Загалом | Допрацездатний вік | Працездатний вік | Постпрацездатний вік |
| -------- | ------- | ------------------ | ---------------- | -------------------- |
| Чоловіки | 112     | 20                 | 75               | 17                   |
| Жінки    | 119     | 21                 | 63               | 35                   |
| Разом    | 231     | 41                 | 138              | 52                   |